# گلائوکو سروادی
گلائوکو سروادی (ایتالیایی: Glauco Servadei; ۲۷ ژوئیهٔ ۱۹۱۳ – ۲۷ دسامبر ۱۹۶۸) دوچرخه‌سوار اهل ایتالیا بود.